# Royal Canadian Air Force
Kanadské královské letectvo (anglicky Royal Canadian Air Force nebo francouzsky Aviation Royale du Canada) byly od 1. dubna 1924 až do 1. února 1968 kanadské vojenské vzdušné síly. Poté byly všechny složky kanadské armády sloučeny do organizace Kanadských ozbrojených sil (Canadian Forces). Od roku 1975 nesly název „Canadian Forces Air Command“ (AIRCOM), i když mezi vojáky byly stále tradičně označovány jako „Air Force“. Od roku 2011 získaly kanadské vojenské vzdušné síly opět název „Royal Canadian Air Force“. Operují s cca 258 letadly.

## Historie

### První světová válka
Během první světové války sloužilo v britském Královském leteckém sboru (Royal Flying Corps, RFC) přibližně 22 800 Kanaďanů, protože v té době ještě samostatné kanadské vzdušné síly neexistovaly. Někteří z kanadských letců dosáhli ve válce značných úspěchů. Letecké eso, Billy Bishop se se 72 sestřely nepřátelských letadel, které mu připisují oficiální zdroje, stal nejúspěšnějším stíhacím pilotem celého Britského impéria a po René Fonckovi zároveň druhým nejúspěšnějším pilotem Dohody v první světové válce. Jedněmi z nejúspěšnějších pilotů války byly i Billy Barker a Raymond Collishaw, který během první světové války sloužil u Královské námořní letecké služby (Royal Naval Air Service, RNAS) a následně Royal Air Force (RAF). Collishaw se stal nejúspěšnějším leteckým esem Královské námořní letecké služby a zároveň druhým nejúspěšnějším kanadským stíhacím pilotem v první světové válce. Všechny pokusy o založení kanadských vzdušných sil ještě během války selhaly kvůli absenci podpory ze strany kanadské vlády.

### Meziválečné období
První nezávislá kanadská letecká organizace vznikla v roce 1920, kdy byly založeny Kanadské vzdušné síly (Canadian Air Force, CAF). Příslušníci kanadských vzdušných sil sloužili pouze na půl úvazku, ale o čtyři roky později byly kanadské vzdušné síly reorganizovány na Královské kanadské vzdušné síly (Royal Canadian Air Force, RCAF) už jako zcela profesionální organizace. Původně to byly převážně mírové a obranné síly, přičemž na bojové létání se kladl jen malý důraz. Bojový letecký výcvik se v tomto období konal podle doktrín, které vznikly během první světové války. Letci se cvičili v taktickém průzkumu a navádění dělostřelectva ze vzduchu, ale to se týkalo pouze malé části. Důvodem odsunu bojového výcviku na okraj zájmu byl šok z hrůz první světové války a s ním související ztráta zájmu o ozbrojené síly. Hlavní úkoly Královských kanadských vzdušných sil proto úzce souvisely s programem Civilní vládní vzdušné operace (Civil Government Air Operations), který dbal na hlídkování proti pašerákům, ochranu lesů a vývoj motorů a mazadel schopných ustát tvrdé kanadské zimy. Stroje Královských kanadských vzdušných sil provozovaly i leteckou poštu, přičemž se kanadští piloti stali v tomto oboru v mnoha ohledech průkopníky. Ve 20. letech byly nejpočetnějšími letadly RCAF cvičné letouny Avro 504 a hlídkové létající čluny Curtiss HS-2L.
Velká hospodářská krize zasáhla počátkem 30. let i Kanadu a rozsáhlé rozpočtové škrty způsobily, že aktivita Královských kanadských vzdušných sil se v tomto období výrazně snížila. V následujících letech, kdy se již začala situace zlepšovat a financování bylo alespoň částečně obnoveno, se RCAF více soustředila na bojový výcvik. Zhoršující se politická situace v Evropě po nástupu nacismu v Německu a fašismu v Itálii byla předzvěstí další války. V Kanadě začaly probíhat rozsáhlé přípravy RCAF na moderní válku, ale v době vypuknutí druhé světové války v roce 1939 disponovaly Královské kanadské vzdušné síly pouze přibližně 4 000 příslušníky a 195 letadly, z nichž byla většina zastaralá a nevhodná pro moderní vzdušný boj.

### Druhá světová válka

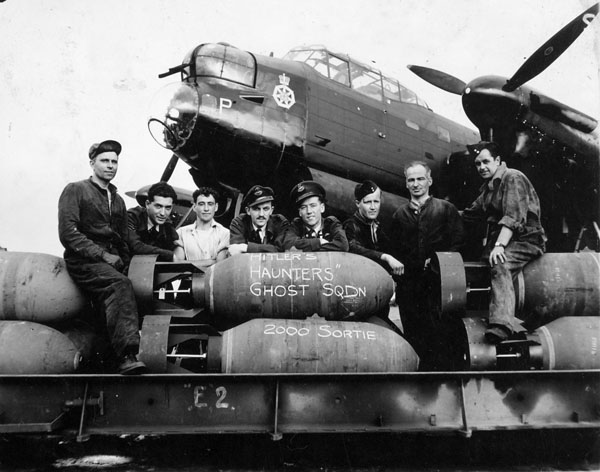
Letecký a pozemní personál 428. perutě RCAF s pumami před bombardérem Avro Lancaster B Mk.X, 18. srpna 1944

Vlajka (1941-1968)

Podél dlouhého kanadského pobřeží byl v rámci příprav na válku vybudován rozsáhlý systém základen námořních letadel, na kterých sloužilo přes 300 moderních strojů, např. lehké bombardéry Lockheed Hudson a stíhačky Hawker Hurricane. Hlavní úkol těchto letadel spočíval v obraně kanadského pobřeží a ochraně spojeneckých lodních tras, které byly pod neustálou hrozbou ze strany německých ponorek. Po pádu Francie v červnu 1940 byla jediná kanadská moderně vybavená stíhací peruť – 1. peruť – odeslána do Spojeného království, kde se zúčastnila bitvy o Británii společně s jednotlivými kanadskými letci, kteří byli zařazováni do perutí celé RAF. Kanaďané se zúčastnili i výcvikového programu leteckého výcviku Commonwealthu (British Commonwealth Air Training Plan), v jehož rámci se prováděl výcvik pilotů ze zemí Společenství národů  pro nasazení v boji. Po celé Kanadě byla pro tento účel vybudována síť cvičných letišť a více než stovka leteckých škol. Během války bylo v Kanadě vycvičeno přibližně 131 000 pilotů, z čehož 70 000 byli Kanaďané. Většina těchto pilotů byla potom nasazena do bojů v severní Africe, Barmě, na Cejlonu, na středomořském bojišti, Maltě apod.
Kanadští piloti létali během války s téměř každým typem letadel, který byl tehdy ve službě. Největší kanadskou formací sloužící v Evropě byla 6. skupina RCAF pod velením RAF. Na vrcholu svých sil se tato skupina skládala ze čtrnácti kanadských bombardovacích perutí. Jednotka vstoupila do války vyzbrojená bombardéry Vickers Wellington a Handley Page Halifax, ale postupně byla přezbrojení na letadla Avro Lancaster. Dvanáct kanadských stíhacích perutí patřilo pod Velitelství stíhacího letectva RAF (RAF Fighter Command), přičemž tyto perutě původně létaly na stíhačkách Hawker Hurricane, ale později byly přezbrojeny na výkonnější Supermarine Spitfire různých verzí a Curtiss P-40 Tomahawk, Kittyhawk a Warhawk. George Beurling se se svými 31 sestřely stal nejúspěšnějším kanadským stíhacím pilotem druhé světové války a jedním z nejúspěšnějších stíhačů sil Společenství národů. Richardu Audetovi se 29. prosince 1944 při prvním kontaktu s nepřítelem podařilo se svým Spitfirem LF Mk.IX sestřelit pět německých stíhaček (dva Bf 109 a tři Fw 190) v průběhu sedmi minut nad německým městem Osnabrück. Později se stal jediným pilotem Královských kanadských vzdušných sil, který měl na svém kontě dva potvrzené sestřely německých proudových stíhaček Messerschmitt Me 262 a jeden pravděpodobný sestřel. Pozoruhodného úspěchu dosáhla i posádka letadla B-24 Liberator v protiponorkové roli pod velením Kennetha Moorea, které se podařilo během dvaceti minut potopit dvě německé ponorky.

### 1945 – 1968
Po druhé světové válce byla velká část personálu Královských kanadských vzdušných sil demobilizována a většina základen byla přestavěna na civilní letiště. S příchodem éry proudových letadel se prvními proudovými letadly RCAF stali stíhačky Gloster Meteor. V roce 1949 se Kanada stala zakládajícím členem NATO. Královské kanadské vzdušné síly asistovali i silám  OSN během korejské války, kdy Kanaďané poskytli logistickou podporu a později vyslali i dopravní letadla. Do Evropy byla v tomto období odeslaná 1. letecká divize RCAF (No. 1 Air Division RCAF), jejíž hlavní velitelství bylo aktivováno 1. října 1952 v Paříži. Divize se skládala ze čtyř křídel s dvanácti stíhacími perutěmi, které byly dislokovány na čtyřech leteckých základnách. Dvě základny se nacházely ve Francii (Marville – 1. křídlo) a Grostenquin (2. křídlo) a dvě v západním Německu (Zweibrücken – 3. křídlo) a Baden-Soellingen (4. křídlo). Divize byla v té době vyzbrojená stíhačkami Canadair Sabre a od roku 1956 i CF-100 Canuck. Perutě vyzbrojené letadly Sabre byly v roce 1962 přezbrojeny na typ CF-104 Starfighter. V průběhu 50. let byly z důvodu rostoucí sovětské jaderné hrozby vybudovány přes celé území Kanady linie radarových stanic, které byly provozovány převážně královskými kanadskými vzdušnými silami. V roce 1958 Kanada a Spojené státy vytvořily Severoamerické velitelství protivzdušné obrany (North American Air Defense Command, NORAD).

### 1968 – 2011

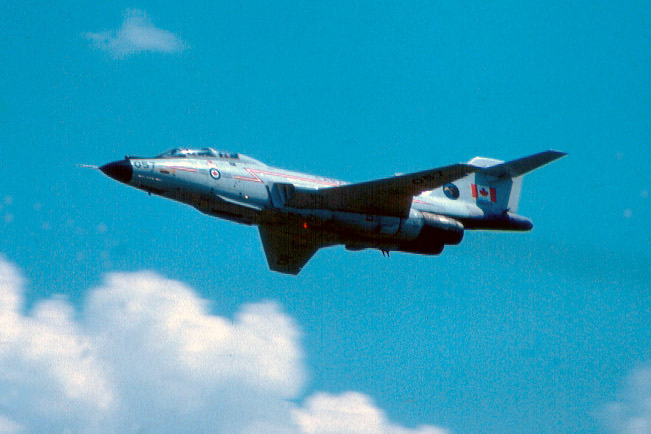
Stíhací letadlo McDonnell CF-101B Voodoo 409. perutě během letu, 13. června 1982

V roce 1968 bylo Královské kanadské letectvo, Kanadské královské námořnictvo (Royal Canadian Navy) a Kanadská armáda (Canadian Army) sloučeny do organizace s názvem Kanadské síly (Canadian Forces). Letecké jednotky byly rozděleny mezi několik různých velitelství: velitelství protivzdušné obrany (Air Defence Command), velitelství letecké přepravy Kanadských sil (Air transport Command), Mobilní velitelství (Mobile Command), námořní velitelství (Maritime Command) a také velitelství výcviku (Training Command). Jednotky velitelství protivzdušné obrany byly v té době vyzbrojeny stíhačkami CF-101 Voodoo, protiletadlových raketovým kompletem CIM-10 Bomarc a radarovým systémem SAGE v rámci NORAD-u. Velitelství letecké přepravy zajišťovalo strategické letecké dopravy pro Mírové mise NATO a OSN. Námořní Velitelství provádělo hlavně hlídkovou činnost pomocí dálkových námořních hlídkových letadel CP-107 Argus. V roce 1975 byl některá Velitelství zrušena (Velitelství protivzdušné obrany, Velitelství letecké přepravy, Velitelství výcviku) a Všechny letecké jednotky byly umístěny pod nové velitelství nazvané Letecké velitelství (Air Command, AIRCOM). V roce 1982 byla Leteckému velitelství Kanadských sil dodána první víceúčelová stíhačky McDonnell Douglas CF-18 Hornet. Na tento typ byly přezbrojeny i některé perutě 1. letecké divize RCAF v západním Německu.
Počátkem 90. let poskytlo Letecké velitelství několik letadel CF-18 Hornet na operacím ve válce v Zálivu. Kanadské stíhačky vykonávaly bojové letecké hlídky nad operacím v Kuvajtu a Iráku, uskutečnily několik útoků na pozemní cíle a při jedné příležitosti napadly iráckou hlídkovou loď v Zálivu. Koncem 90. let se kanadské CF-18 Hornet zúčastnily Operace Spojenecká síla v Jugoslávii a začátkem 21. století se Letecké velitelství Kanadských sil intenzivně zapojilo do války v Afghánistánu, přičemž zajišťovalo dopravní plavidla a materiálu do Kandaháru.

### 2011 – současnost
Od 19. března do 1. listopadu 2011 se Letecké velitelství Kanadských sil zapojilo do operace Mobile, která představovala kanadskou podporu operace Sjednocený ochránce v Libyi. Sedm stíhaček CF-18 Hornet a několik dalších letadel sloužilo v rámci vojenské intervence pod úkolových seskupením Libeccio (Task Force Libeccio).
16. srpna 2011 kanadská vláda oznámila, že název "Letecké velitelství" se změnil na původní historický název vzdušných sil "Královské kanadské vzdušné síly". Změna názvu byla provedena tak, aby lépe reflektovala kanadské vojenské dědictví a sladila Kanadu s dalšími důležitými zeměmi Společenství národů, jejichž vojenské jednotky používají královské označení.

## Přehled letecké techniky
Tabulka obsahuje přehled letecké techniky Kanadského královského letectva podle Flightglobal.com.
| Název                                 | Fotografie     | Původ              | Určení                                        | Verze                      | V aktivní službě | Poznámky |                |
| Bojové letouny                        | Bojové letouny | Bojové letouny     | Bojové letouny                                | Bojové letouny             | Bojové letouny   | Bojové letouny | Bojové letouny |
| ------------------------------------- | -------------- | ------------------ | --------------------------------------------- | -------------------------- | ---------------- | --- | -------------- |
| McDonnell Douglas CF-18 Hornet        |                | USA Kanada         | víceúčelový bojový letoundvoumístný letoun    | CF-18ACF-18B               | 6025             | V plánu je náhrada modernějšími stroji, pravděpodobně Boeing F/A-18E/F Super Hornet nebo Lockheed Martin F-35 Lightning II. |                |
| Speciální letouny                     |                |                    |                                               |                            |                  | |                |
| Airbus A330 MRTT                      |                | Evropská unie      | tankování paliva za letu                      | CC-330                     | 0                | Objednáno 9 kusů, z nichž 5 kusů bude přestavbou zakoupeného ojetého Airbus A330-200 a další 4 kusy jsou úplně nové.        |                |
| Airbus A310 MRTT                      |                | Evropská unie      | tankování paliva za letu                      | CC-150T                    | 2                | |                |
| de Havilland Canada DHC-5 Buffalo     |                | Kanada             | pátrání a záchrana                            | CC-115 Buffalo             | 6                | |                |
| Lockheed C-130 Hercules               |                | USA                | tankování paliva za letu                      | CC-130H (T)                | 4                | |                |
| Lockheed P-3 Orion                    |                | USA                | námořní hlídkový letoun                       | CP-140 Aurora              | 17               | |                |
| Dopravní a transportní letouny        |                |                    |                                               |                            |                  | |                |
| Airbus A310                           |                | Evropská unie      | strategický transportní letoun                | CC-150 Polaris             | 3                | |                |
| Boeing C-17 Globemaster III           |                | USA                | strategický transportní letoun                | CC-177                     | 5                | |                |
| Lockheed C-130 Hercules               |                | USA                | taktický transportní letoun                   | CC-130H                    | 8                | |                |
| Lockheed Martin C-130J Super Hercules |                | USA                | transportní letoun                            | CC-130J                    | 17               | |                |
| de Havilland Canada DHC-6 Twin Otter  |                | Kanada             | transportní/užitkový letoun                   | CC-138 Twin Otter          | 4                | |                |
| Beechcraft King Air 350               |                | USA                | lehký transportní letoun                      | C-90                       | 1                | |                |
| Vrtulníky                             |                |                    |                                               |                            |                  | |                |
| Leonardo AW101                        |                | Evropská unie      | pátrání a záchrana                            | CH-149 Cormorant           | 14               | |                |
| Bell 412                              |                | USA Kanada         | užitkový a taktický transportní vrtulník      | CH-146 Griffon             | 88               | |                |
| Boeing CH-47 Chinook                  |                | USA                | transportní vrtulník                          | CH-147F Chinook            | 15               | |                |
| Sikorsky S-61                         |                | USA                | pátrání a záchrana, protiponorkové hlídkování | CH-124 Sea King            | 26               | |                |
| Sikorsky S-92                         |                | USA                | palubní transportní a protiponorkový vrtulník | CH-148 Cyclone             | 3                | Objednáno dalších 16 kusů.                                                                                                  |                |
| Cvičná letadla                        |                |                    |                                               |                            |                  | |                |
| BAE Hawk                              |                | Spojené království | proudový cvičný letoun                        | CT-155 Hawk                | 18               | |                |
| Beechcraft T-6 Texan II               |                | USA                | cvičný letoun                                 | Raytheon CT-156 Harvard II | 25               | |                |
| Beechcraft King Air 90                |                | USA                | dvoumotorový cvičný letoun                    | C-90B                      | 7                | Pronajaté od společnosti Allied Wings.                                                                                      |                |
| Bell 206                              |                | USA                | cvičný vrtulník                               | CH-139 JetRanger           | 13               | Pronajaté od společnosti Allied Wings.                                                                                      |                |
| Bell 412                              |                | USA                | cvičný vrtulník                               | CH-146                     | 9                | Pronajaté od společnosti Allied Wings.                                                                                      |                |
| Bombardier Dash 8                     |                | Kanada             | dvoumotorový cvičný letoun                    | CT-142 Dash 8              | 4                | |                |
| Canadair CT-114 Tutor                 |                | Kanada             | proudový letoun pro základní výcvik           |                            | 27               | Používán jako akrobatický skupinou Snowbirds.                                                                               |                |
| Grob G 120                            |                | Německo            | cvičný letoun                                 |                            | 13               | Pronajaté od společnosti Allied Wings.                                                                                      |                |